# 粉末焼結積層造形法
粉末焼結積層造形法（ふんまつしょうけつせきそうぞうけいほう; Selective Laser Sintering）は、選択的に粉末樹脂、粉末金属を焼結することによって立体形状を作成するラピッドプロトタイピング・3Dプリンタにおける造形方式の一つ。2014年2月に基本特許の保護期間が終了した。現在は粉末床溶融結合法（ふんまつしょうようゆうけつごうほう；Powder bed fusion）と呼ばれる。

## 原理
熱可塑性樹脂粉末や合金粉末をレーザーや放電で溶かし焼結させることで立体形状を作成する。原材料の粉末は、原理的には加熱により溶融、あるいは、軟化する素材であれば良く、比較的の素材の選択の自由度が高い。樹脂粉末では、オーバーハングの形状を出力する場合に熱溶解積層法や光造形法のようなサポート材が不要で複雑な形状の物体を出力する事ができる。金属粉末では造形物の自重を支え、熱変形を抑制するためにサポート材は付加する必要がある。

## レーザー焼結法
合成樹脂のような比較的融点の低い素材からタービンに使用される耐熱合金のような高融点の金属材料にまで対応する。高出力のレーザーを照射して加熱により成形する。

## 特徴
積層による作成のため、成形品とまったく同じ物性を得ることはできないが近い物性を得ることは可能であるため、作成物の用途は非常に広い。